# Josip Bučar
Josip Bučar slovenski zgodovinar, * 23. april 1876, Ljubljana, † 13. april 1951, Ljubljana.

## Življenje in delo
Po končanem študiju je poučeval zgodovino na kranjski gimnaziji. Leta 1910 je bil premeščen na ljubljansko II. državno gimnazijo. Napisal je več zgodovinskih učbenikov za nižje in višje razrede srednjih in njim sorodnih šol. V  časopisu Gorenjc je 1906 objavil članek Francozje v Kranju, 1910 pa Popis Tržiča, zapisi starega Tržičana. V Izvestju II. gimnazije v Ljubljani (1912/1913) pa je objavil razpravo Ob stoti letnici zopetnega združenja Kranjske z Avstrijo.